# SuS Nippes 12
SuS Nippes 12 (offiziell: Spiel und Sport 1912 Köln-Nippes e.V.) ist ein Sportverein aus dem Kölner Stadtteil Nippes. Die erste Fußballmannschaft spielte vier Jahre lang in der höchsten mittelrheinischen Amateurliga.

## Geschichte
Der Verein wurde 1912 als Preußen 12 Nippes gegründet und nannte sich nach dem Ende des Ersten Weltkriegs Spielvereinigung 12 Nippes. 1921 nahm der Verein den Namen Spiel und Sport Nippes 12 an. Mit der Eintragung in das Vereinsregister im Jahr 1961 nahm der Verein seinen heutigen offiziellen Namen an. Im Volksmund wird der Verein schlicht Nippes 12 genannt.
Nippes 12 gehörte 1947 zu den Gründungsmitgliedern der Rheinbezirksliga, der seinerzeit höchsten Amateurliga am Mittelrhein, aus der der Klub als Tabellenletzter absteigen musste. Am 15. Februar 1948 trug der zwei Tage zuvor gegründete 1. FC Köln sein erstes Pflichtspiel gegen SuS Nippes 12 aus und gewann mit 8:2. Nach einer Vizemeisterschaft hinter Germania Zündorf gelang 1950 der Wiederaufstieg. In der Saison 1950/51 erreichten die Nippeser mit Platz 7 ihren sportlichen Zenit. Zwei Jahre später stieg die Mannschaft in die Bezirksklasse ab, 1954 wurde sie in die Kreisklasse durchgereicht. In den 1990er Jahren spielte die Mannschaft einige Jahre lang wieder in der Bezirksliga, bevor der Verein bis in die Kreisliga C abrutschte. 2014 gelang der Aufstieg in die Kreisliga B.